# 新山东部疏散大道
新山东部疏散大道  ，即EDL，简称新山东疏大道或东疏大道，是马来西亚柔佛新山的一条高速公路，全长8.1 km（5.0 mi）长的高速公路，衔接南北大道南段的班兰至市中心的苏丹依斯干达大厦。这条高速公路让民众可以在不使用地不佬公路的情况下前往苏丹依斯干达大厦。2014年8月1日，这条大道开始收费，一直到2018年1月1日。这项工程是新山整体规划的一部分，并且与马来西亚依斯干达经济特区工程有关，目的是推动该地区成为现代化的经济强区。这条高速公路共耗资10亿令吉。
2012年8月，马来西亚政府决定从马资源（MRCB）手中收购新山东部疏散大道。
大道的0公里处位于靠近苏丹依斯干达大厦的苏丹依斯干达大厦交界处。

## 历史
2004年，第9个马来西亚计划（2006-2010）提议建设新山东部疏散大道。2007年10月1日，东疏大道开始动工，并且于2012年3月20日完工。2012年4月1日，这条高速公路正式通车。

## 争议
政府征用了Jalan Sri Pelangi 1和Jalan Sri Pelangi 2的房屋，以腾出空地好让这项工程得以展开。许多居民认为政府提供的赔偿金金额过低。无论如何，赔偿金额最终没有任何变动。
另一个较大的争议是，不管用路者有没有使用东疏大道，任何经苏丹依斯干达大厦入境新加坡的司机都会被收取过路费。不过，东疏大道通车后的5个月，也就是2012年8月30日，这项争议因政府从马资源手中收购了东疏大道而获得解决。2018年1月1日，东疏大道的过路费正式取消。

## 交流到列表
以下是新山东部大道的交界处（出口），路旁停车处和休息站的列表。这些出口由北到南按顺序排列。
整条大道都在柔佛新山县内。
图例：
- I/C－交通枢纽，I/S－交界处，RSA－公路服務區（休息站），OBR－高架天桥餐厅，L/B－停车处，V/P－观景点，TN－隧道，T/P－收费站，BR－桥梁

| 通往 南北大道南段 |                   |                          |                                                                              |   |            |                                 |
|                   | 1404A 1404B 1404C | 班兰交通枢纽             | 地不佬高速公路 – 市中心、淡杯、丰盛港、哥打丁宜                              | 4 | 110公里/时 |                                 |
| 6.6               | RSA               | 班兰休息站               | 班兰休息站 - TnG POS                                                         | 6 | 90公里/时  | 往南                            |
|                   | BR                | Anak Sungai Sebulong桥   |                                                                              | 6 | 90公里/时  |                                 |
|                   | RSA               | 班兰休息站               | 班兰休息站（计划中） - File:Buah.png                                         | 6 | 90公里/时  | 往北                            |
|                   | 1402 1403A 1403B  | 巴卡峇都交通枢纽         | 新山东岸高速公路 – 百万镇、巴西古当 · J5 新山东海岸大道 – 巴卡峇都、大丰花园 | 6 | 90公里/时  |                                 |
| 0.0               | 1401              | 苏丹依斯干达大厦交通枢纽 | 新山内环公路 – 市中心、士姑来、士都兰                                        | 6 | 90公里/时  |                                 |
|                   | T/P               | 苏丹依斯干达大厦 (CIQ)   | TnG 移民 TnG                                                                 | 6 | 60公里/时  | 接受电子付费（只限Touch 'n Go） |
| 通往 新柔长堤     |                   |                          |                                                                              |   |            |                                 |